# Wilhelm Carl Friedrich Textor
Wilhelm Carl Friedrich Textor (* 18. Februar 1806 in Tübingen; † 25. März 1882 in Frankfurt am Main) war deutscher Jurist und Politiker.

## Leben
Nach dem Besuch des Gymnasiums in Frankfurt studierte Textor Rechtswissenschaften in Heidelberg und Gießen. Während seines Studiums wurde er im Wintersemester 1826/27 Mitglied der Alten Gießener Burschenschaft Germania. 1828 wurde er Mitglied der Alten Heidelberger Burschenschaft. 1828 wurde er in Heidelberg zum Dr. iur. promoviert. Nach seinem Studium arbeitete als Advokat und Notar in Frankfurt. 
Im Jahr 1848 war er zunächst Mitglied des Verfassungsausschusses und dann Mitglied der Constituierenden Versammlung der Freien Stadt Frankfurt. Von 1858 bis 1862 war er Mitglied des Gesetzgebenden Körpers, davon 1862 als Präsident.
Von 1862 bis zur Annexion der Freien Stadt Frankfurt durch Preußen 1866 war er Senator im Senat der Freien Stadt Frankfurt.

## Familie
Wilhelm Carl Friedrich Textor war der älteste Sohn des Tübinger Rechtsprofessors Friedrich Carl Ludwig Textor (1775–1851) und dessen Frau Friedricke Sofie Gess († 5. November 1815). Am 19. Juli 1836 heiratete er in Frankfurt Charlotte Louise Orthenberger (27. September 1810 – 29. Mai 1885).